# Samuel A. Taylor
Samuel Albert Taylor (* 13. Juni 1912 in Chicago; † 26. Mai 2000 in Blue Hill; eigentlich Samuel Albert Tanenbaum) war ein US-amerikanischer Schriftsteller und Drehbuchautor.

## Leben
Samuel Taylor besuchte in San Francisco die Schule. Nach Abschluss seines Studiums an der Universität von Kalifornien arbeitete er zunächst als Lektor und Prüfer von Bühnenwerken bei einer Agentur in New York. Schließlich begann er damit, eigene Manuskripte für Radio und Fernsehen zu verfassen.
Sein erstes Bühnenstück, die Komödie Glückliche Zeiten (The Happy Time) erlebte 1950 ihre Uraufführung. Sie kam bei Kritik und Publikum so gut an, dass 1952 eine von Richard Fleischer inszenierte Hollywood-Filmversion unter dem Titel Mein Sohn entdeckt die Liebe (The Happy Time) folgte und Taylor sich fortan vollständig auf das Schreiben von Bühnenwerken konzentrieren konnte.
1953 hatte mit Sabrina (Sabrina Fair. Or, A woman of the world. A romantic comedy) sein bekanntestes Bühnenstück Premiere. Nach der Uraufführung mit Joseph Cotten und Margaret Sullavan in den Hauptrollen entwickelte es sich zu einem internationalen Erfolg, noch verstärkt durch die Verfilmung von Billy Wilder unter dem Titel Sabrina (1954). Für den Film hatte Taylor zusammen mit Wilder und Ernest Lehman auch das Drehbuch geschrieben, wofür er 1955 einen Golden Globe gewann und eine Oscar-Nominierung erhielt. Sabrina wurde auf der Grundlage von Wilders Drehbuch durch Sydney Pollack 1995 nochmals verfilmt. Billy Wilder griff 1972 für Avanti, Avanti! ein weiteres Mal auf ein Stück Taylors zurück.
Samuel Taylor selbst verfasste nach Sabrina regelmäßig Drehbücher, darunter für die Filme Vertigo – Aus dem Reich der Toten von Alfred Hitchcock und Lieben Sie Brahms? von Anatole Litvak. Er adaptierte aber auch seine eigenen Bühnenwerke für die Leinwand und führte bei Monte Carlo Story 1956 selbst Regie.
Neben seinen Bühnenwerken schrieb er auch das Buch für das Richard-Rodgers-Musical No strings (1962).
Samuel A. Taylor war Mitglied der Dramatists Guild of America, der Writers Guild of America, der Academy of Motion Picture Arts and Sciences (AMPAS) sowie eine Zeit lang Präsident des Dramatists Play Service.
Von 1940 bis zu seinem Tod durch Herzversagen am 26. Mai 2000 war er mit Suzanne Combes Taylor verheiratet, mit der er zwei Kinder hatte.

## Werke

### Bühnen-Stücke
- The happy time, a comedy of love (nach den Geschichten von Robert Fontaine), New York 1950 (dt. Glückliche Zeiten. Komödie in drei Akten)
- Sabrina Fair. Or, A woman of the world. A romantic comedy, 1953, im Druck: New York 1954 (dt. Sabrina. Komödie in vier Akten)
- zusammen mit Cornelia Otis Skinner: The pleasure of his company, a rueful comedy, New York 1959 (dt. In bester Gesellschaft. Komödie)
- No strings. A new musical, New York 1962 (Buch; Musik und Lieder von Richard Rodgers)
- First love. A play in three acts, (nach Promise at dawn von Romain Gary), New York 1962
- Beekman Place, New York 1965
- Avanti! Or, A very uncomplicated girl (1975 unter dem Titel A touch of spring. A comedy), New York 1968

### Filmografie
Drehbuch
- 1954: Sabrina – Regie: Billy Wilder – Drehbuch zusammen mit Wilder und Ernest Lehman nach seinem Bühnenstück „Sabrina Fair“
- 1956: Monte Carlo Story (The Monte Carlo Story) – auch Regie
- 1956: Geliebt in alle Ewigkeit (The Eddy Duchin Story) – Regie: George Sidney
- 1958: Vertigo – Aus dem Reich der Toten (Vertigo) – Regie: Alfred Hitchcock – Drehbuch zusammen mit Alec Coppel nach dem Roman Vertigo. Aus dem Reich der Toten (D'Entre les morts) von Pierre Boileau und Thomas Narcejac
- 1960: In angenehmer Gesellschaft (The Pleasure of his Company) – Regie: George Seaton – Drehbuch nach eigenem Bühnenstück
- 1960: Lieben Sie Brahms? (Goodbye Again) – Regie: Anatole Litvak
- 1966: Drei auf einer Couch (Three on a Couch) – Regie: Jerry Lewis
- 1967: Rosie (Rosie!) – Regie: David Lowell Rich
- 1968: Topas (Topaz) – Regie: Alfred Hitchcock
- 1970: Die Liebesmaschine (The Love Machine) – Regie: Jack Haley jr.

Literarische Vorlage
- 1952: Mein Sohn entdeckt die Liebe (The Happy Time) – Regie: Richard Fleischer
- 1970: Versprechen in der Dämmerung (Promise at Dawn) – Regie: Jules Dassin
- 1972: Avanti, Avanti! (Avanti!) – Regie: Billy Wilder
- 1995: Sabrina – Regie: Sydney Pollack – Drehbuch des Films von 1954 als Vorlage